# لوري يورك أرسكين
لوري يورك أرسكين (بالإنجليزية: Laurie York Erskine)‏‏ (23 يونيو 1894 - 30 نوفمبر 1976 ) كاتب، وروائي، وصحفي، وكاتب للأطفال من الولايات المتحدة.

## الجوائز
- ميدالية النجمة البرونزية